# Mobile Rack

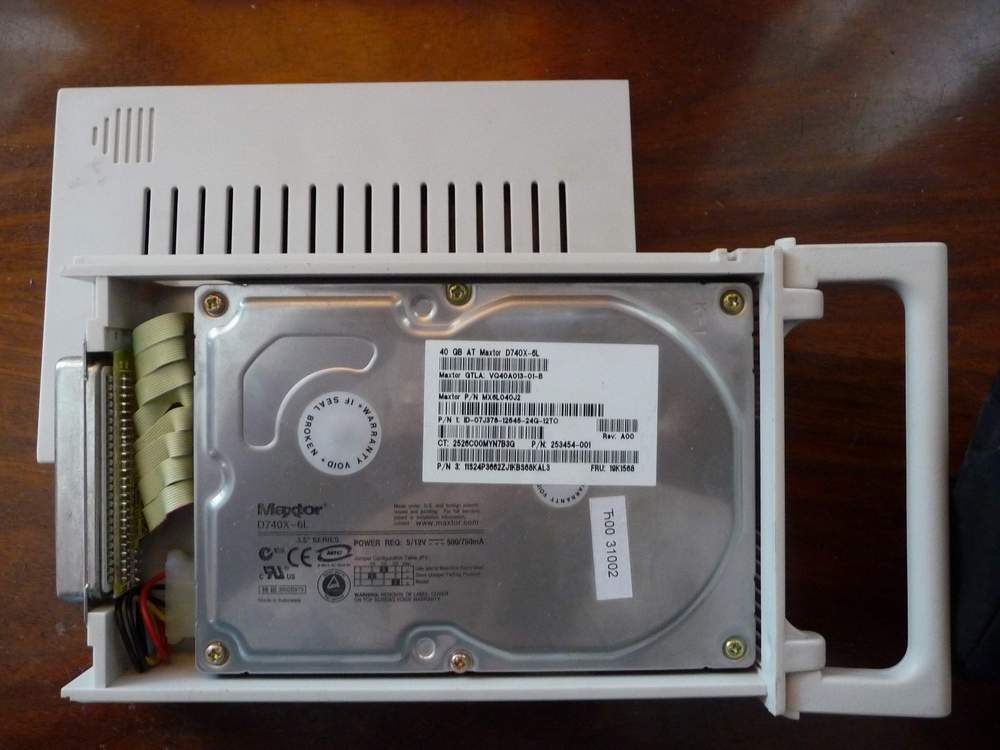
Висувний змінний картридж (кошик) Mobile Rack зі знятою кришкою

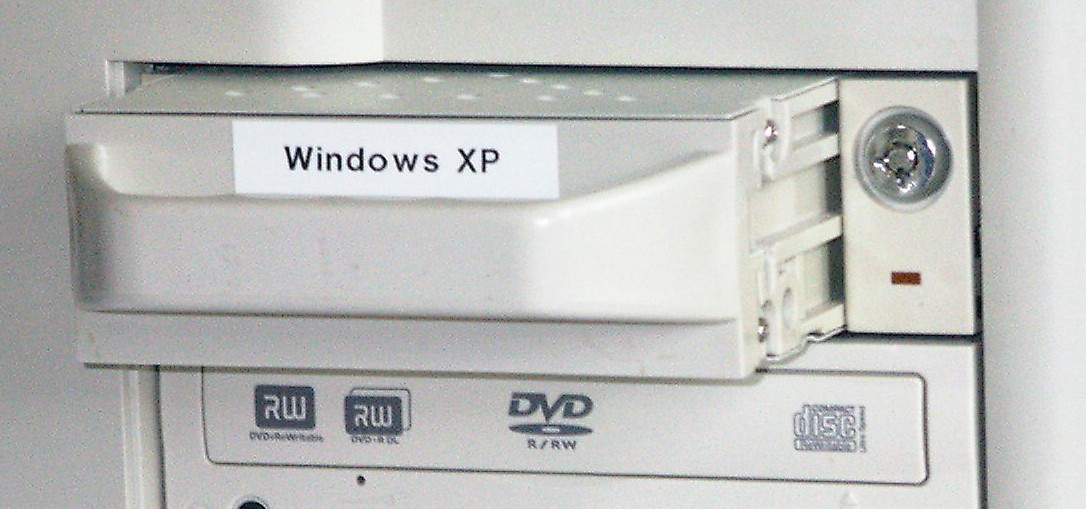
Mobile Rack з замком з 3,5 HDD встановлений в 5,25 відсік системного блоку настільного комп'ютера

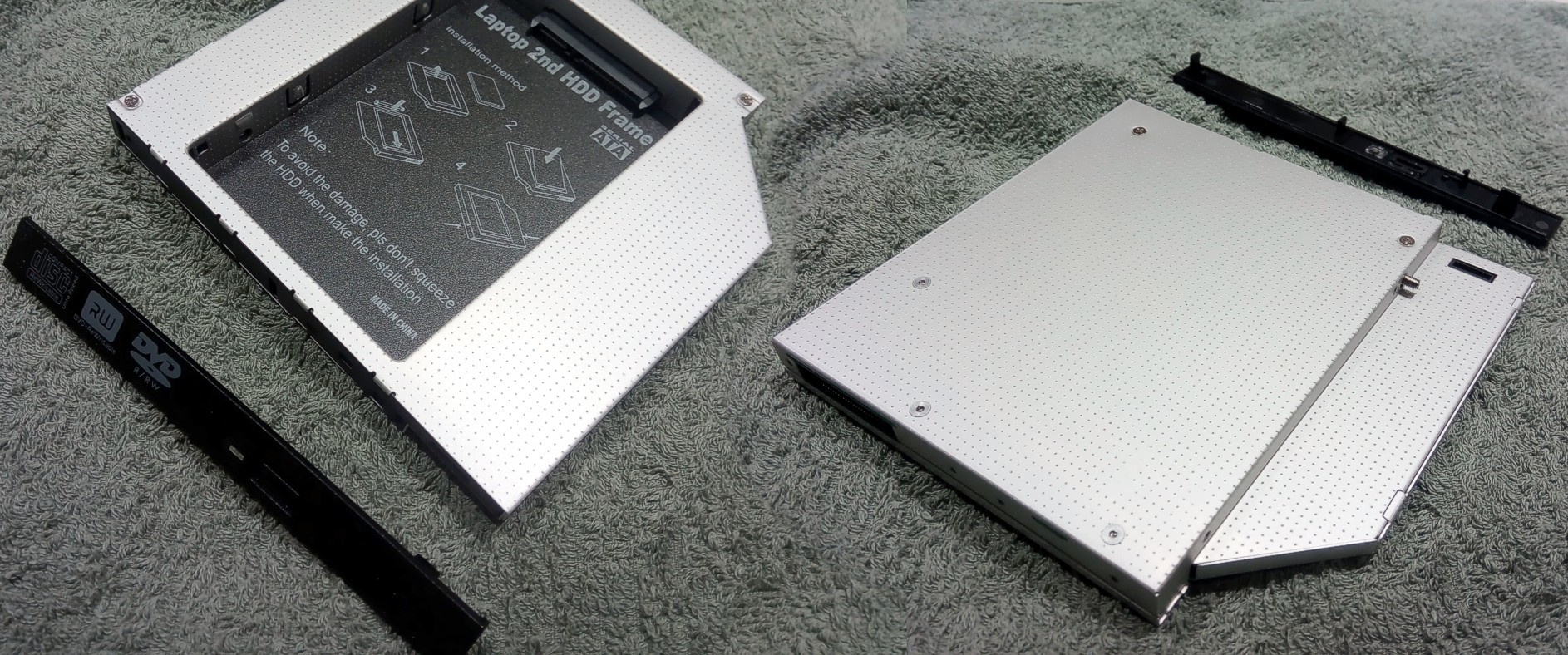
Mobile Rack для легкозйомного встановлення 2,5 жорсткого диска з SATA-інтерфейсом, на місці оптичного приводу ноутбука (верхня і нижня сторони)

Mobile Rack (мобільне шасі, комп. сленг — «санчата») — пристрій для переносу інформації з одного комп'ютера на інший, з використанням стаціонарних накопичувачів: вінчестерів, дисководів, ZIP-накопичувачів тощо.
Mobile Rack складається з двох частин: висувного картриджа, в який поміщається накопичувач, і стаціонарного гнізда, яке монтується в п'ятидюймовий відсік корпусу і підключається до однієї з шин комп'ютера (IDE, SATA, SCSI, USB).
В залежності від моделі, на передній панелі пристрою можуть знаходитись індикатори живлення і звернення до диска, замок, екран з показниками температури і швидкості обертання диска. Всередині пристрій може комплектуватися вентиляторами і датчиками температури.
Розрізняють Mobile Rack з гарячим і холодним підключенням. Накопичувачі типу «санчат» з гарячим підключенням можна витягати при увікненому комп'ютері. У дата-центрах такі «санчата» активно використовуються для швидкої заміни жорсткого диска, що вийшов з ладу.

## Історія
Пристрої Mobile Rack стали популярні завдяки тому, що зовнішні накопичувачі (дискети, компакт-диски) не дозволяли переносити великі обсяги інформації. «Санчата» дозволили зробити жорсткий диск зовнішнім накопичувачем, що легко підключається до комп'ютера без необхідності відкриття корпуса і покупки значно дорожчих зовнішніх жорстких дисків.
З появою флеш-накопичувачів, розвитком інших зовнішніх носіїв і мереж передачі даних пристрої Mobile Rack у настільних комп'ютерах відійшли на другий план і застосовуються рідко, але залишаються затребуваними в серверних системах і дискових масивах, а також там, де потрібно збереження конфіденційності інформації (в Mobile Rack може розташовуватися і системний диск, а після закінчення роботи вилучатись і, наприклад, замикатись у сейфі) . Існують також варіанти, які передбачають використання зовнішніх Mobile Rack.

## Сучасний стан
З поширенням 2,5'' SATA SSD-накопичувачів, які можуть використовуватись завдяки малим габаритам і закритим корпусам як зовнішні жорсткі диски, з'явився повторний сплеск інтересу до Mobile Rack під 2,5'' диски. Mobile Rack для 2,5'' SSD може бути виконаний і для встановлення на задній стороні системного блоку, закріплюючись планкою розширення .
Також, з розвитком флеш-накопичувачів і відходом оптичних носіїв на задній план, стали популярними Mobile Rack для 2,5'' HDD або SSD призначені для монтажу в ноутбуках на місце оптичних приводів. Такі Mobile Rack є різної товщини: 9,5 мм і 12,7 мм, і з інтерфейсами підключення (2,5'' IDE → 2,5'' IDE; 2,5'' IDE → SATA; Slimline SATA → SATA; Slimline SATA → M.2 (опційно може бути з вбудованим вентилятором).